# Vivaldi (téléfilm)
Pour les articles homonymes, voir Vivaldi (homonymie).
Vivaldi est un téléfilm biographique québécois diffusée en deux parties de 50 minutes chacun les 21 et 28 août 1988 à la Télévision de Radio-Canada dans Les Beaux Dimanches.

## Synopsis
« Portrait du brillant compositeur Antonio Vivaldi, ce prêtre rouquin jouant comme le diable, qui vécut à Venise au XVIIIe siècle. »

## Fiche technique
- Scénarisation et réalisation : Richard Bocking (en)
- Société de production :

## Distribution
- Corey Cerovsek : Antonio Vivaldi, adolescent
- Steven Staryk (en) : Antonio Vivaldi, adulte
- Daniel Roussel : Charles de Brosses
- Arthur Grosser (en)
- Victor Knight
- Albert Millaire
- Phillip Pretten
- Tom Rack (en)
- Christian Vidosa

## Nominations
Le téléfilm a été nommé en 1988 pour le Prix Gémeaux de la meilleure émission ou série des arts de la scène ou documentaire des arts.